# Edder Delgado
Edder Gerardo Delgado Zerón (ur. 20 listopada 1986 w San Manuel) – piłkarz honduraski grający na pozycji pomocnika.

## Kariera klubowa
Edder Delgado rozpoczął w 2007 w klubie Real España San Pedro Sula. Z Realem España zdobył mistrzostwo Hondurasu Apertura 2011. Dotychczas w lidze honduraskiej rozegrał 51 spotkań, w których strzelił 4 bramki.

## Kariera reprezentacyjna
W reprezentacji Hondurasu zadebiutował w 2009. W 2011 został powołany na Złoty Puchar CONCACAF. W 2008 pojechał z kadrą Hondurasu na Igrzyska Olimpijskie. Na turnieju w Pekinie był rezerwowym i nie wystąpił w żadnym meczu.